# Анна (монета)
Анна (англ. Anna) — розмінна монета Британської Індії. Коштом у 1/16 рупії. Становила 4 пайси, чи 12 пайи. Після здобуття незалежності Індією і Пакистаном залишалася розмінною монетою цих країн до їх переходу на десяткову систему (Індія — до 1957 року, Пакистан — до 1961 року).
Також анна використовувалася у країнах, які були під впливом Індії. До 1970 року була розмінною монетою саїдського ріалу (Оман).

## Історія

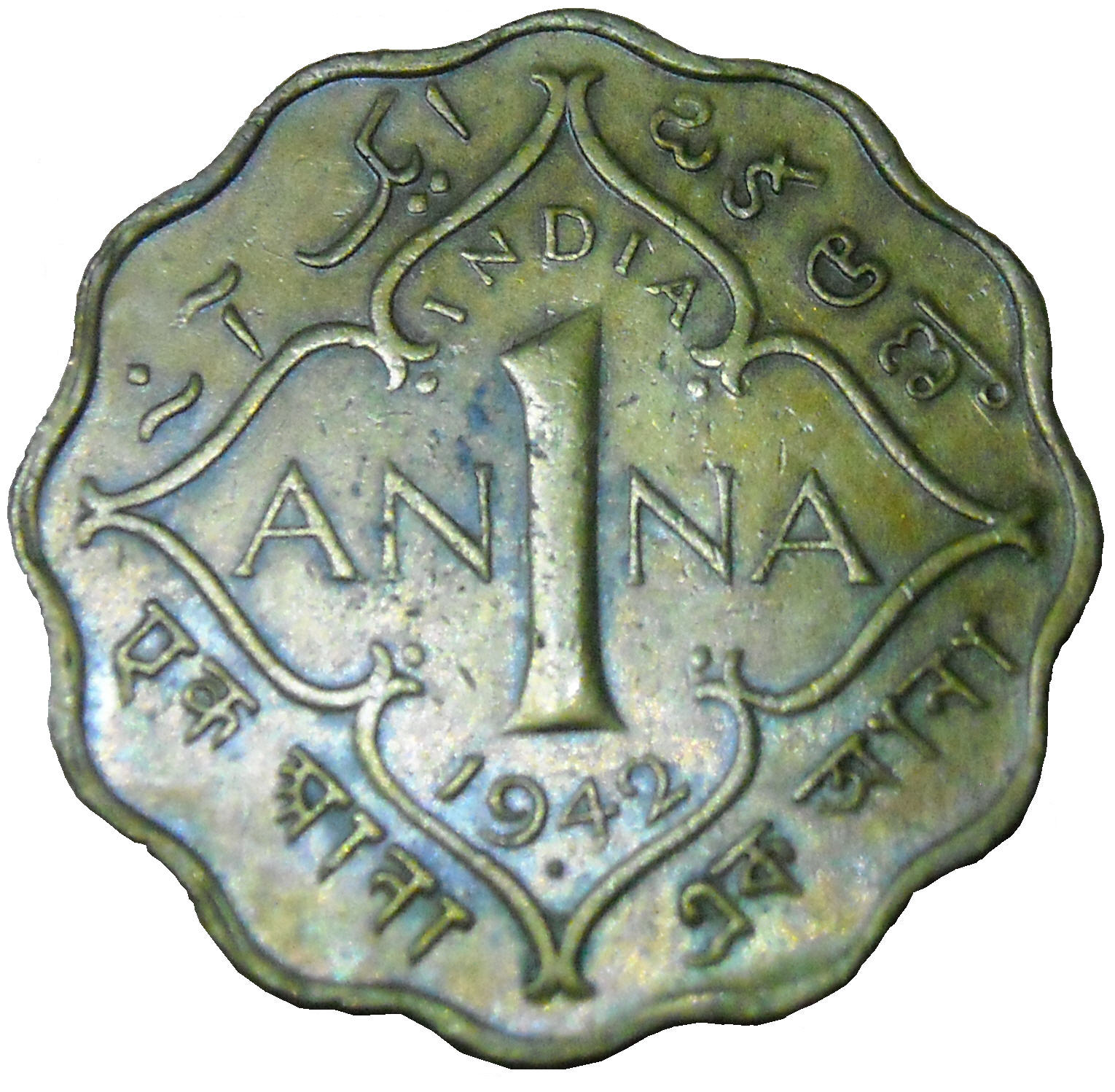
1 анна Георга VI, 1942

Поява монети відноситься до XVIII століття. Монети карбувалися номіналом 1, 1/2, 1/4 і 1/12 анни з міді та 2 анни зі срібла. З 1908 року анну та її фракції карбували з нікелю.
До 1835 року з одного боку монети, зазвичай було зображено герб Ост-Індської компанії, з іншого — терези, або розміщувався напис.

## Співвідношення анни до інших індійських грошей
3 пайи = 1 пайса (чи «чверть анни»)
 4 пайси = 1 анна 
 16 анн = 1 рупія 
 15 рупій = 1 мухр

## Джерело
- Анна у словнику нумізмата [Архівовано 29 жовтня 2016 у Wayback Machine.]
- Зварич В.В. Нумизматический словарь. — Вища школа. — Львов : Издательство при ЛГУ, 1975. — С. 6 - 156с.(рос.)
- Бутаков Д.Д., Золотаренко Е.Д., Рыбалко Г.П. Валюты стран мира: Справочник. 5-е изд., перераб. и доп./Под ред. С. М. Борисова, Г. П. Рыбалко, О. В. Можайскова. — М. : Финансы и статистика, 1987. — 383 с.(рос.)
- James Atkins. The coins and Tocens of the Possessions and Colonies of the British Empire. — London : Elibron Classics, 2005. — С. 131 – 218 – 404c. — ISBN 1-4021-9282-7.(англ.)